# Scrophularia kamelinii
Scrophularia kamelinii är en flenörtsväxtart som beskrevs av V.P. Botschantzev och D. Kurbanov. Scrophularia kamelinii ingår i släktet flenörter, och familjen flenörtsväxter. Inga underarter finns listade i Catalogue of Life.